# Contea di Juab
La contea di Juab, in inglese Juab County, è una contea dello Stato dello Utah, negli Stati Uniti. Il capoluogo è Nephi.

## Geografia
La contea si trova nella zona centro-occidentale dello Stato.  I monti Wasatch si trovano a est. La parte più fertile della contea si trova nella Juab Valley vicino a Nephi, mentre la porzione occidentale della contea è composta da vallate aride e basse montagne desertiche.

### Contee confinanti
- Contea di Tooele - nord
- Contea di Utah - nord-est
- Contea di Sanpete - est
- Contea di Millard - sud
- Contea di White Pine (Nevada) - ovest

## Storia
La contea fu creata nel 1852. Il nome proviene dalla parola Ute yoab che significa piano o pianura.

## Comuni

### Cities
- Eureka
- Mona
- Nephi (capoluogo)
- Santaquin (part)

### Towns
- Levan
- Rocky Ridge